# TKt3
TKt3 – tendrzak towarowy konstrukcji niemieckiej (znormalizowany typ BR86) wywodzący się w prostej linii od parowozów BR24 i BR64 produkowany w latach 1927-1933 przez różne zakłady niemieckie, a od 1939 również w krajach okupowanych (m.in. H.Cegielski w Poznaniu). Konstrukcja o małym (15 T) nacisku osi była przewidziana do obsługi pociągów na liniach drugorzędnych o słabszym torowisku i niewielkich odległościach pomiędzy stacjami. Dzięki małej średnicy kół był stosowany zarówno w ruchu manewrowym i towarowym oraz pasażerskim na obszarach górskich. Łącznie wyprodukowano 775 sztuk tego udanego parowozu, po II wojnie światowej PKP otrzymały 44 parowozy tej serii.
Zachowana lokomotywa TKt3-16 znajduje się w skansenie w Chabówce.

## Niektóre właściwości trakcyjne
Podana w tabeli siła pociągowa nie jest siłą maksymalną, ale siłą jaką ten parowóz osiąga przy prędkości ok. 13 km/h. Zarówno kocioł jak i silniki tej maszyny pozwalały wykorzystywać jej pełną siłę pociągową przyczepną. Zatem maksymalna siła pociągowa TKt3 przy rozruchu wynosi 15000 kG. Wykorzystując lepszy gatunek węgla parowóz mógł po torze poziomym ciągnąć składy o masie 865 ton z prędkością 70km/h. Na wzniesieniu 25‰ mógł ciągnąć pociąg o masie 135 ton z prędkością 50 km/h.

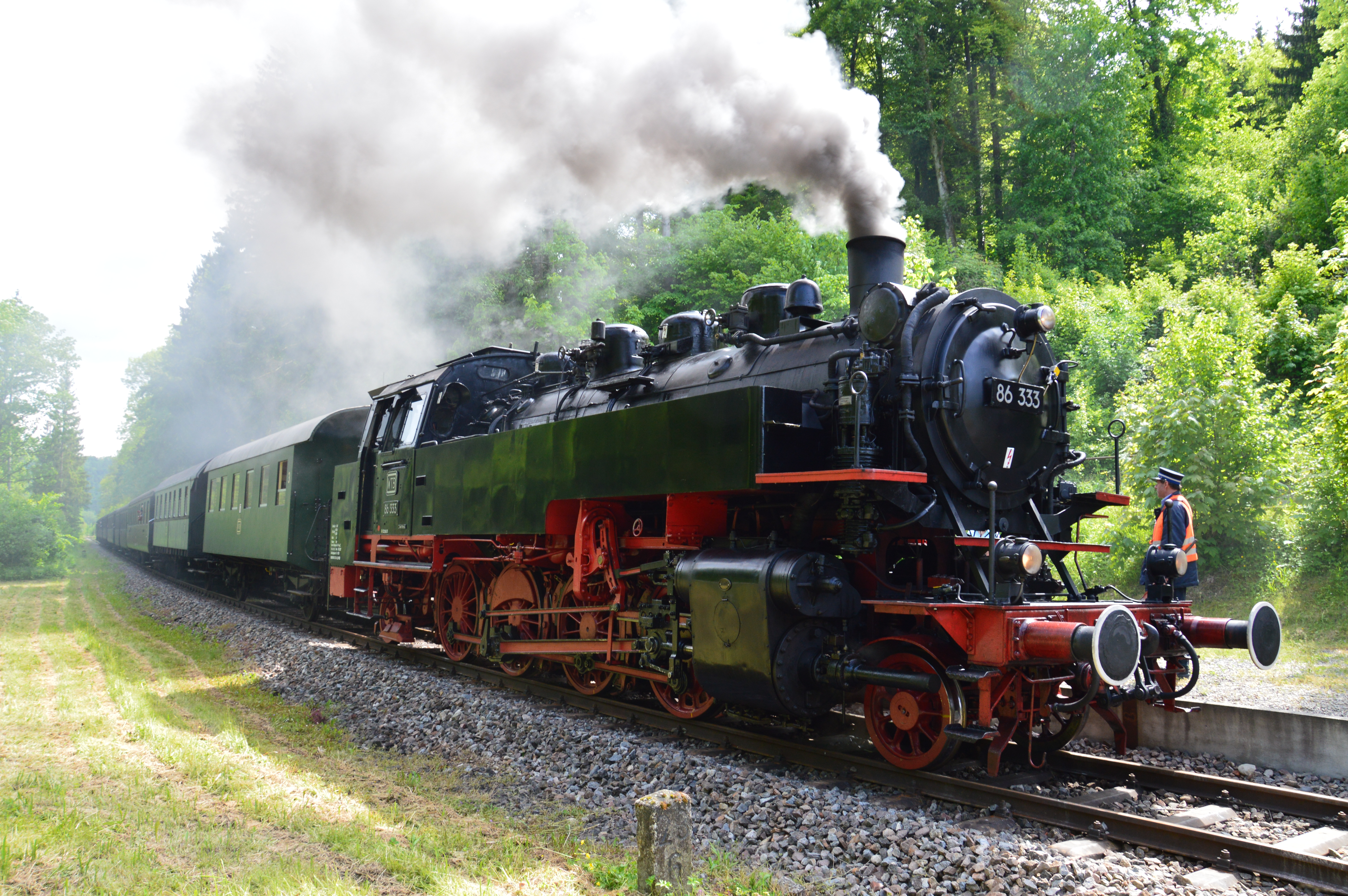
Lokomotywa Baureihe 86 kolei niemieckich
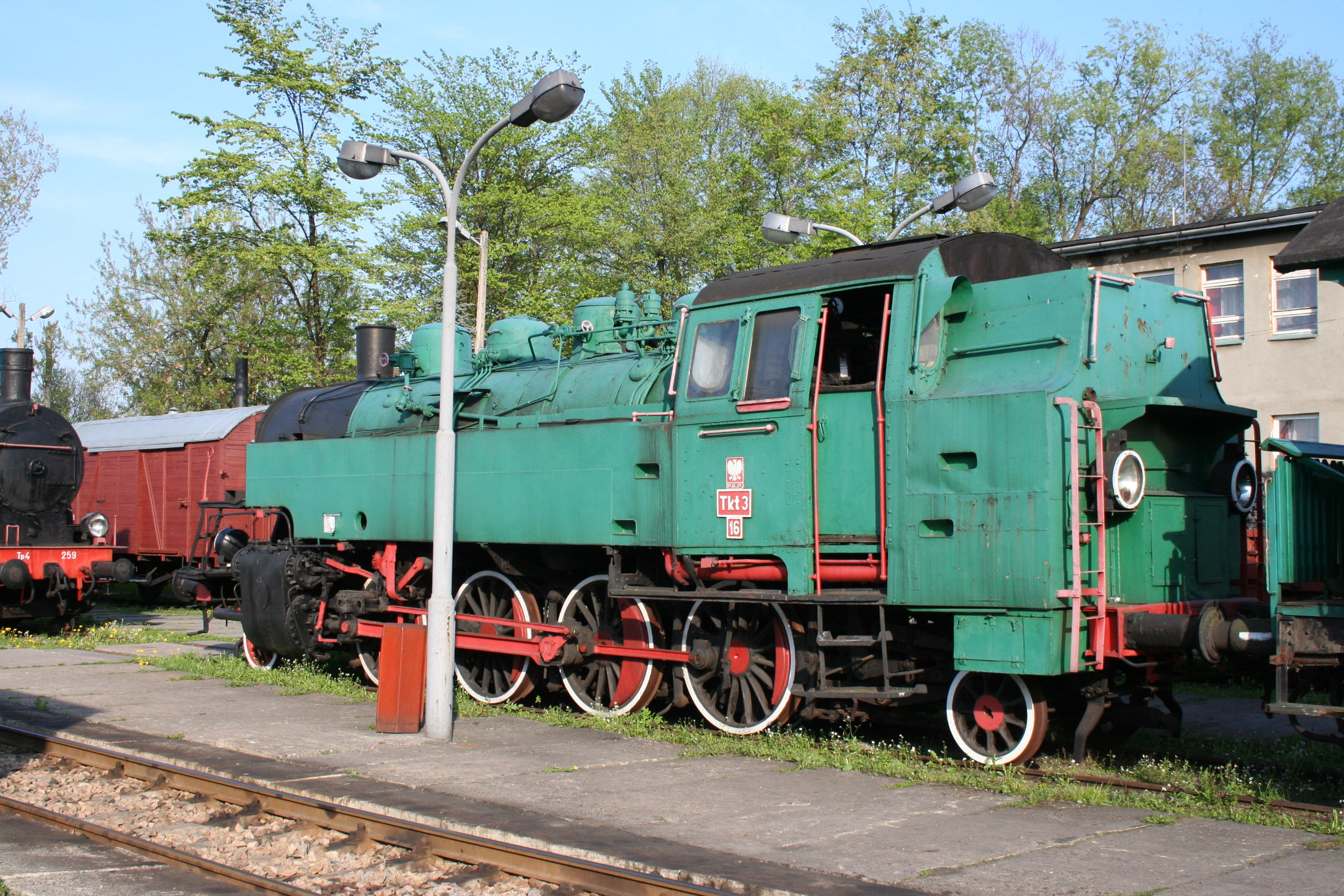
TKt3-16, Skansen w Chabówce (2006)
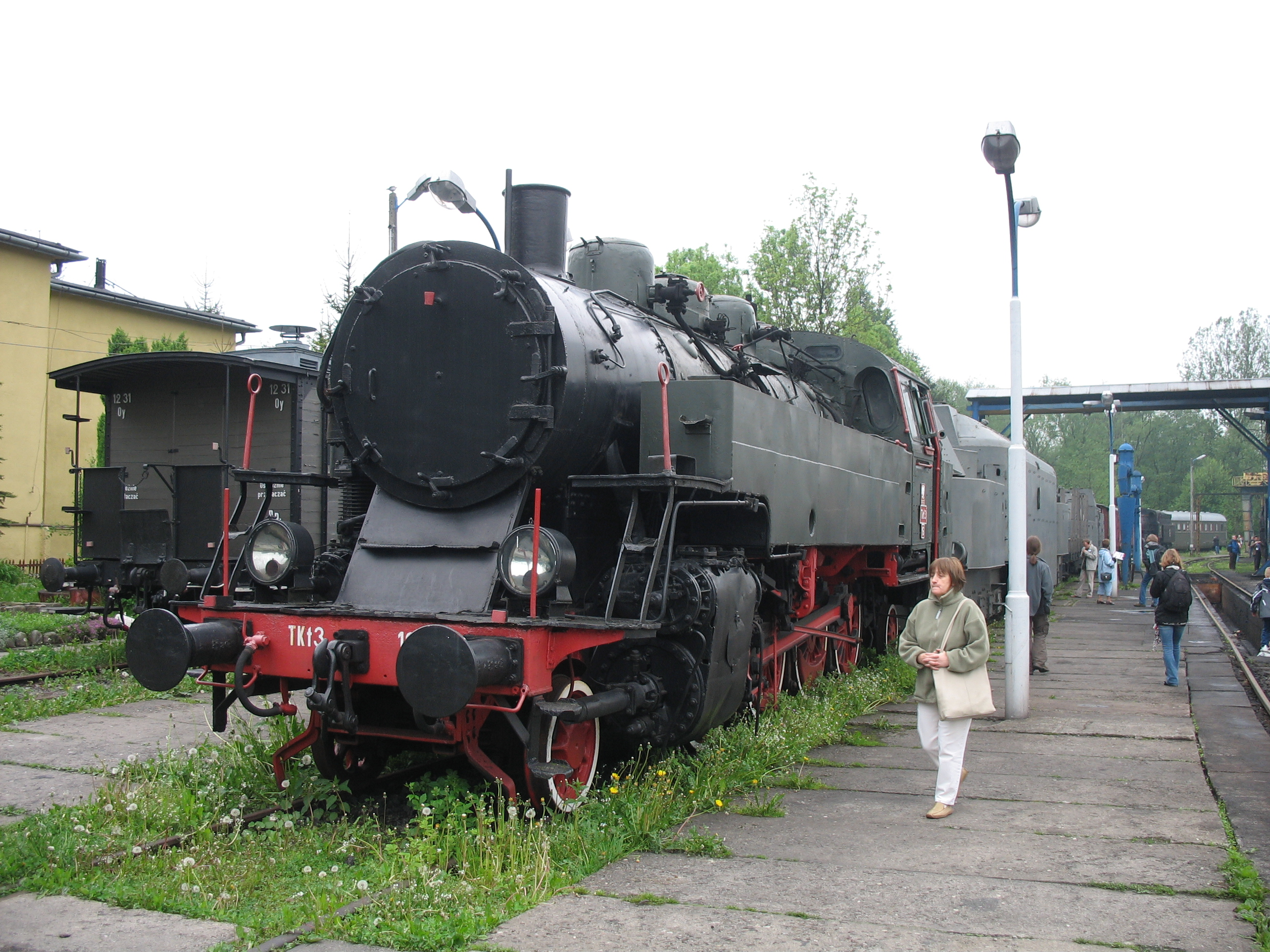
TKt3-16, Skansen w Chabówce (2008)
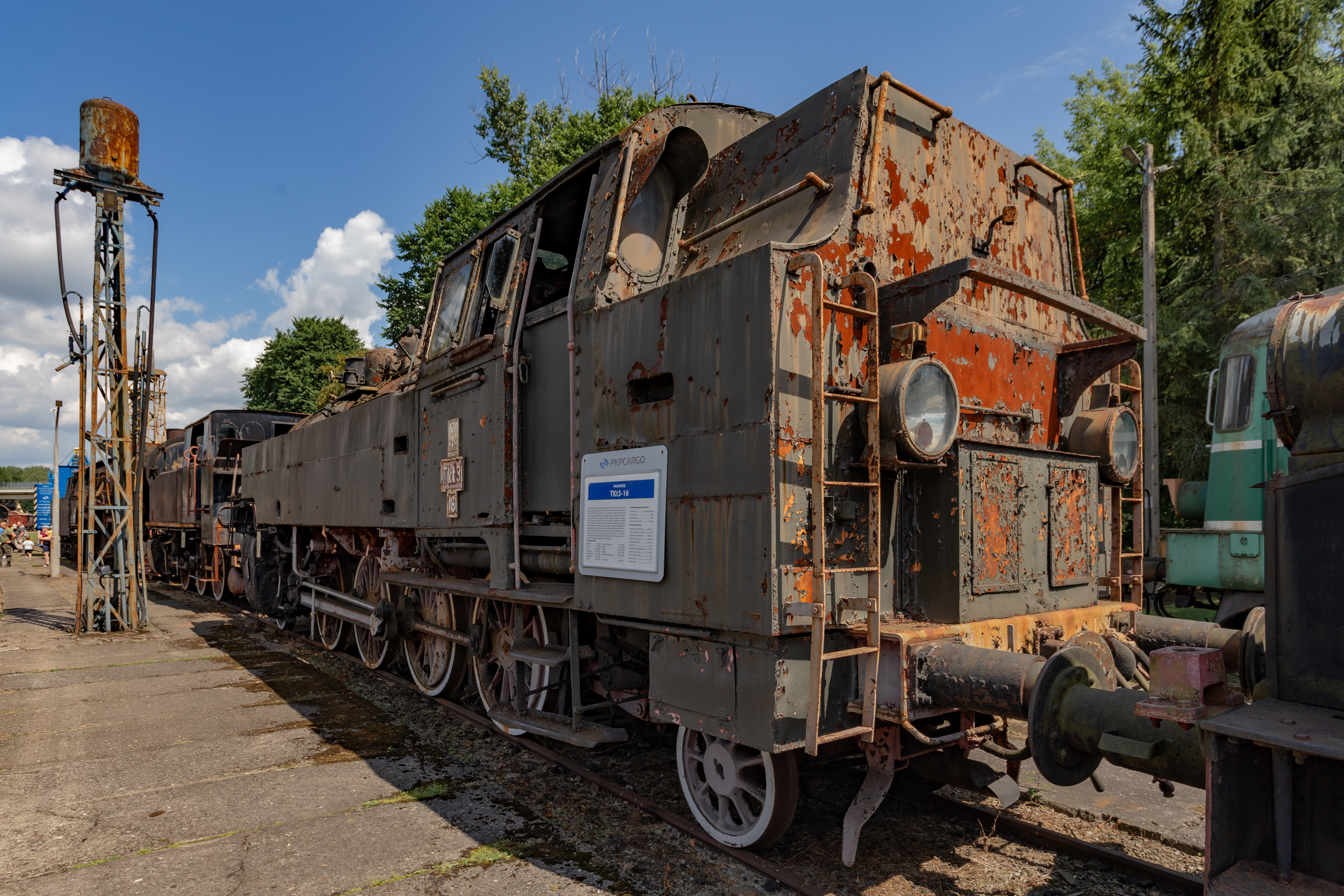
TKt3-16, Skansen w Chabówce (2025)